# Ictus (prosodie)
Pour l’article homonyme, voir Ictus (homonymie).
Pour l’article ayant un titre homophone, voir Ichtus (homonymie).
L'ictus est le sommet rythmique du pied ; il frappe la partie du pied appelée arsis, par différence avec la thesis, partie du pied qui ne reçoit pas l’ictus. Il est à l'origine (latin ictus, du verbe icĕre) une notion de métrique antique, qui désigne en latin les frappements de mains ou de pieds utilisés pour orchestrer le battement de la mesure dans le vers antique, et en français l'accent marqué d'une syllabe, d'une note soulignant le rythme. Voici comment le définit Louis Havet dans le vers épique : « le demi-pied fort est celui qui porte le temps marqué et sur lequel la voix appuie ».

## Poésie
On distinguera tout d'abord ictus métrique d'un pied, intensif, et réalisation expressive du récitant. L’ictus métrique ne correspond pas forcément non plus à l’accent naturel fortement mélodique du mot, ni en grec ni en latin ; on appelle « homodyne » le mot dans lequel ictus et accent concordent, se renforçant l’un l’autre, et « hétérodyne » le mot dans lequel ils divergent en une sorte de contrepoint.
- Exemple d'homodynie parfaite dans un vers phérécratien (ou phérécratéen) :

| — — — ∪ ∪ — — |

gráto Pýrrha sub ántro

soit, en grasseyant les syllabes porteuses de l'accent de mot et en marquant les ictus de jaune :

| — — | — ∪ ∪ | — — |

- Exemple d'homodynie parfaite dans un hexamètre dactylique (avec hyporrhythme) :

| — — — — — — — — — ∪ ∪ — — | 

spársis hástis lóngis cámpus spléndet et hórret

soit, en grasseyant les syllabes porteuses de l'accent de mot et en marquant les ictus de jaune :

| — — | — — | — — | — — | — ∪ ∪ | — — | 

- Exemple d'homodynie globale dans un hendécasyllabe sapphique (l'ictus du spondée deuxième ne correspond pas à un accent de mot) :

| — ∪ — — — ∪ ∪ — ∪ — — |

óderit curáre et amára lénto

soit, en grasseyant les syllabes porteuses de l'accent de mot et en marquant les ictus de jaune :

| — ∪ | — — | — ∪ ∪ | — ∪ | — — |

- Exemple d'hétérodynie globale dans un hexamètre dactylique (même si la fin du vers est homodyne) :

| — — — — — — — — — ∪ ∪ — ∪ |

hastati spargunt hastas ; fit ferreus imber

soit, en grasseyant les syllabes porteuses de l'accent de mot et en marquant les ictus de jaune :

| — — | — — | — — | — — | — ∪ ∪ | — ∪ |

## Chant grégorien
Ictus est aussi un terme utilisé en chant grégorien dans l'ancienne théorie rythmique grégorienne, de nos jours déconseillée à la suite des études sémiologiques.